# Lone Møller
Lone Birgit Halskov Møller (født 4. maj 1949 i Helsingør, død 14. maj 2023) var en dansk højskolelærer og politiker.

## Opvækst og karriere
Lone Møller var datter af tjener Steen Halskov Larsen og servitrice Kitty Halskov Larsen. Hun blev uddannet som sygehjælper på Sygehjælperskolen på Rigshospitalet i 1969, og arbejdede derpå som sygehjælper 1969-80. Derpå blev hun miljøkonsulent for Dansk Kommunalarbejderforbund, Helsingør afdeling, fra 1980 og højskolelærer på LO-skolen, Helsingør, fra 1983.

## Tillidsposter og politik
Som sygehjælper blev hun fællestillidsrepræsentant på Helsingør Sygehus 1977-81. Hun var medlem af bestyrelsen for Socialdemokratiet i Helsingørkredsen 1978-82, medlem af bestyrelsen for Socialdemokratiet i Hillerødkredsen fra 1985, medlem af bestyrelsen for Socialdemokratiet i Frederiksborg Amt fra 1985.
Hun var medlem af Frederiksborg Amtsråd 1981-85, formand for Arbejdsmarkedsnævnet i Frederiksborg Amt 1986-88, formand for AOF Frederiksborg Amt fra 1993 og næstformand for Pensionisthøjskolen i Tisvilde fra 1994. Lone Møller var fra 2010 landsformand for Spastikerforeningen, ligesom hun var næstformand i Helsefonden.
Hun blev folketingskandidat for Socialdemokratiet i Hillerødkredsen fra 1985 og valgt ind i Folketinget for Frederiksborg Amtskreds fra 8. september 1987 til 15. september 2011. Her var hun blandt andet sundheds- og beskæftigelsesordfører for sit parti.
Hun var medlem af byrådet i Gribskov Kommune i perioden 2009-2017 og var blandt andet formand for arbejdsmarkedsudvalget i syv år.